# Урош Милорадовић
Урош Милорадовић (Пожаревац, 14. октобра 2000) српски је фудбалер, који тренутно наступа за Златибор. Висок је 184 центиметра и игра на позицији везном реду.

## Каријера
Милорадовић је прошао млађе категорије новобеоградског Бродарца, а своју сениорску каријеру започео у редовима Црвене звезде из Новог Сада. За тај састав наступао је као бонус играч у Српској лиги Војводине током пролећног дела такмичарске 2018/19, те је у том такмичењу одиграо укупно 16 утакмица. Пред крај летњег прелазног рока исте године, Милорадовић је потписао четворогодишњи професионални уговор са нишким Радничким. За свој нови клуб дебитовао је у 9. колу Суперлиге Србије, на гостовању екипи Инђије, када је заменио Душана Пантелића у 62. минуту игре. Неколико дана касније, 25. септембра, одиграо је свих 90 минута у победи на гостовању Будућности у Добановцима, у оквиру шеснаестине финале Купа Србије.

## Статистика

#### Клупска
| Клуб                   | Сезона   | Лига                  | Лига    | Лига   | Национални куп | Национални куп | Европа  | Европа | Остало  | Остало | Укупно  | Укупно |
| Клуб                   | Сезона   | Дивизија              | Наступа | Голова | Наступа        | Голова         | Наступа | Голова | Наступа | Голова | Наступа | Голова |
| ---------------------- | -------- | --------------------- | ------- | ------ | -------------- | -------------- | ------- | ------ | ------- | ------ | ------- | ------ |
|                        |          |                       |         |        |                |                |         |        |         |        |         |        |
| Црвена звезда Нови Сад | 2018/19. | Српска лига Војводина | 16      | 0      | —              | —              | —       | —      | —       | —      | 16      | 0      |
|                        |          |                       |         |        |                |                |         |        |         |        |         |        |
| Раднички Ниш           | 2019/20. | Суперлига Србије      | 3       | 0      | 2              | 0              | —       | —      | —       | —      | 5       | 0      |
|                        |          |                       |         |        |                |                |         |        |         |        |         |        |
| Каријера               | Каријера | Каријера              | 19      | 0      | 2              | 0              | —       | —      | —       | —      | 21      | 0      |
|                        |          |                       |         |        |                |                |         |        |         |        |         |        |

- Ажурирано 15. новембра 2019. године.